# Ida de Vattimo-Gil
Ida de Vattimo-Gil (Río de Janeiro, 6 de enero de 1928 - 6 de diciembre de 1993) fue una botánica, brióloga, y profesora brasileña. Fue la primera en estudiar sistemáticamente la taxonomía de la familia de las lauráceas. Desarrolló actividades académicas en la Sección Geobotánica, del Jardín Botánico de Río de Janeiro.

## Biografía
Era hija de Fedele de Vattimo y de Augusta Adelaide Duarte. Se casó con el periodista y asesor de imprenta de la Marina-1.ª Distrito Naval L-RJ Affonso Gil( falecido em 26/08/2019), tem dois filhos Denise de Vattimo Gil(mora n Rio de Janeiro- Rj) e Flavio de Vattimo Gil(falecido em 02/11/2002).

## Obra
- ida de Vattimo-Gil. 1984. Contribuiçâo ao conhecimento da distribuiçâo geográfica das Lauraceae IX. Rodriguésia 36 (159): 85-90
- ------------------------. 1983. Contribution to the geographical distribution of the Lauraceae VIII.] Contribuicao ao conhecimento da distribuifao geografica das Lauraceae VIII. Rodriguésia 35 (57): 7-28
- ------------------------. 1980. Contribuiçâo ao conhecimento da distribuiçâo geográfica das Lauraceae VI. Rodriguésia 53: 9-32
- ------------------------, roberto miguel Klein, raulino Reitz. 1979a. Lauráceas: 1. Cryptocarya, 2. Endlicheria, 3. Licaria, 4. Aiouea, 5. Aniba. En: R. Reitz (ed.) Flora Ilustrada Catarinense. Itajaí: Herbário “Barbosa Rodrigues”. 52 pp.
- ------------------------. 1979b. Contribuição ao conhecimento da distribuição geográfica das Lauraceae IV. Rodriguésia 31 (49): 5-16
- ------------------------. 1979c. Contribuição ao conhecimento da distribuição geográfica das Lauraceae V – novas localidades de ocorrência nos estados do Paraná e Rio Grande do Sul. Rodriguésia 31 (50): 37-65 & 31:135-152
- ------------------------, gilberto Pedralli. 1979d. Lauráceas. Editor Herbário Barbosa Rodrigues
- ------------------------. 1978]. Contribuição ao conhecimento da distribuição geográfica das Lauraceae I. Rodriguésia 29 (44): 269-305
- ------------------------, p. raulino Reitz. 1972. Flora Ilustrada Catarinense: Raflesiaceas. Editor Herbario "Barbosa Rodrigues", 16 pp.
- ------------------------. 1966a. Lauraceae do Estado da Guanabara. Rodriguésia 25 (37): 75-122
- ------------------------. 1966b. Notas sôbre o gênero Cryptocarya R.Br. no Brasil (Lauraceae). Rodriguésia 25 (37): 219-231
- ------------------------. 1959. Flora da cidade do Rio de Janeiro-Lauraceae. Rodriguésia 21-22 (33-34): 157-173
- ------------------------. 1956a. Lauraceae do Itatiaia. Rodriguésia 18-19 (30-31): 39-86
- ------------------------. 1956b. Espécies de Santa Catarina e do Paraná (Lauraceae). Rodriguésia 18-19 (30-31): 265-349

## Honores
- 19 de julio de 1958: cofundadora del "Herbario Bradeanum"[2]

## Eponimia
Especies
- (Myrtaceae) Myrcia vattimoi Mattos[3]
- (Myrtaceae) Eugenia vattimoana Mattos[4]